# Ponthieva ventricosa
Ponthieva ventricosa är en orkidéart som först beskrevs av August Heinrich Rudolf Grisebach, och fick sitt nu gällande namn av William Fawcett och Alfred Barton Rendle. Ponthieva ventricosa ingår i släktet Ponthieva och familjen orkidéer. Inga underarter finns listade i Catalogue of Life.